# Aleš Tolar
Aleš Tolar (* 28. června 1976 Tachov) je český politik a novinář, od roku 2022 zastupitel a náměstek primátora města Plzně, od roku 2014 zastupitel a od roku 2018 starosta městského obvodu Plzeň 9–Malesice, člen hnutí STAN.

## Život
Narodil se v okrese Tachov, ale už od mládí dojížděl za prací do Plzně. V roce 2008 se usadil v jejím okrajovém městském obvodu Malesice. V letech 1990 až 1994 vystudoval Gymnázium Tachov a následně v letech 1997 až 2000 absolvoval žurnalistiku na Filozofické fakultě Univerzity Palackého v Olomouci (získal titul Bc.).
Žurnalistika byla dlouhou dobu jeho živobytím. Býval sportovním i zpravodajským redaktorem a editorem v Mladé frontě DNES, iDNES.cz a v letech 2012 až 2018 působil jako regionální šéfredaktor Deníku pro Plzeňský a Karlovarský kraj. V Malesicích byl od začátku u zrodu občanského sdružení Plzeň9, které se stalo hnacím motorem místního společenského života.
Aleš Tolar žije v Plzni, a to konkrétně v městském obvodu Plzeň 9-Malesice. Je rozvedený, má dvě děti.

## Politické působení
V komunálních volbách v roce 2014 byl zvolen zastupitelem městského obvodu Plzeň 9-Malesice, a to jako nezávislý na kandidátce subjektu „Sdružení nezávislých kandidátů DEVÁTÝ OBVOD“. Ve volbách v roce 2018 post zastupitele obhájil, když jako člen hnutí PRO Zdraví vedl kandidátku subjektu „PRO Malesice a Dolní Vlkýš“. Na začátku listopadu 2018 byl navíc zvolen starostou městského obvodu.
V komunálních volbách v roce 2018 kandidoval také jako člen hnutí PRO Zdraví do Zastupitelstva města Plzně na kandidátce subjektu „PRO PLZEŇ“ (tj. hnutí PRO PLZEŇ, hnutí PRO Zdraví a nezávislí kandidáti), ale neuspěl.
Ve volbách v roce 2022 byl z pozice lídra kandidátky hnutí STAN zvolen zastupitelem města Plzně. Společně s hnutím ANO, Piráty a PRO Plzeň utvořili novou plzeňskou koalici. V rámci koaliční dohody se stal Aleš Tolar náměstkem primátora pro dopravu a životní prostředí.